# Rhoptromyrmex rawlinsoni
Rhoptromyrmex rawlinsoni är en myrart som beskrevs av Taylor 1992. Rhoptromyrmex rawlinsoni ingår i släktet Rhoptromyrmex och familjen myror. Inga underarter finns listade i Catalogue of Life.